# Ахмадиева, Ганзя Галимовна
Ганзя Галимовна Ахмадиева (тат. Ганҗә Галим кызы Әхмәдиева; 20 января 1937 — 17 октября 2021, Нижнекамск, Россия) — советская работница строительного комплекса, маляр, Герой Социалистического Труда.

## Биография
Родилась 20 января 1937 года в деревне Ахтуба Татарской АССР в семье Ахметгалима Габдрахмановича — животновода, также являвшегося орденоносцем: в 1936 году её отцу как лучшему животноводу Татарской АССР лично вручил орден Ленина «всесоюзный староста» Михаил Калинин.
Трудовую деятельность начала в 1955 году в городе Актюбинске, где выучилась на маляра. В 1955—1961 годах трудилась маляром в СМУ № 3 «Татнефтепромстроя». В 1961 году переехала в Нижнекамск, который только начинал строиться. Сначала работала маляром, затем назначена бригадиром. Из множества объектов она работала на строительстве Дома техники, кинотеатра им. Мусы Джалиля, гостиницы «Кама», эстакад «Нефтехима», аэропорта Бегишево. До 1992 года она работала бригадиром маляров ПО «Нижнекамскнефтехим».
Занималась общественной деятельностью — являлась членом обкома профсоюза Министерства энергетики и электрификации СССР и делегатом одного из съездов профсоюзов Советского Союза.
Скончалась 17 октября 2021 года в Нижнекамске. Прощание и похороны состоялись 18 октября 2021 года на городском кладбище Нижнекамска на аллее почётных граждан.

## Награды
- По итогам семилетнего плана (1959—1965 гг.) награждена медалью «За трудовую доблесть»
- По итогам VIII пятилетки награждена орденом Трудового Красного Знамени
- За выполнение планов IX пятилетки Ахмадеевой вручили орден Октябрьской Революции
- За работу в X пятилетке (1975—1980 гг.) присвоили почётное звание «Заслуженный строитель Татарской АССР»
- В 1980 году Г. Г. Ахмадиевой присвоили звание Героя Социалистического Труда с вручением ордена Ленина